# Lukarta av Bogen
Lukarta av Bogen, född 1075, död okänt år, var en hertiginna av Böhmen, gift med hertig Bretislav II av Böhmen. Hon var dotter till en adelsman från Bayern och gifte sig med Bretislav i november 1094. Äktenskapet hade ingen politisk betydelse. Hon fick en son under år 1095. 